# Mozione di sfiducia al secondo governo Rajoy del 2018

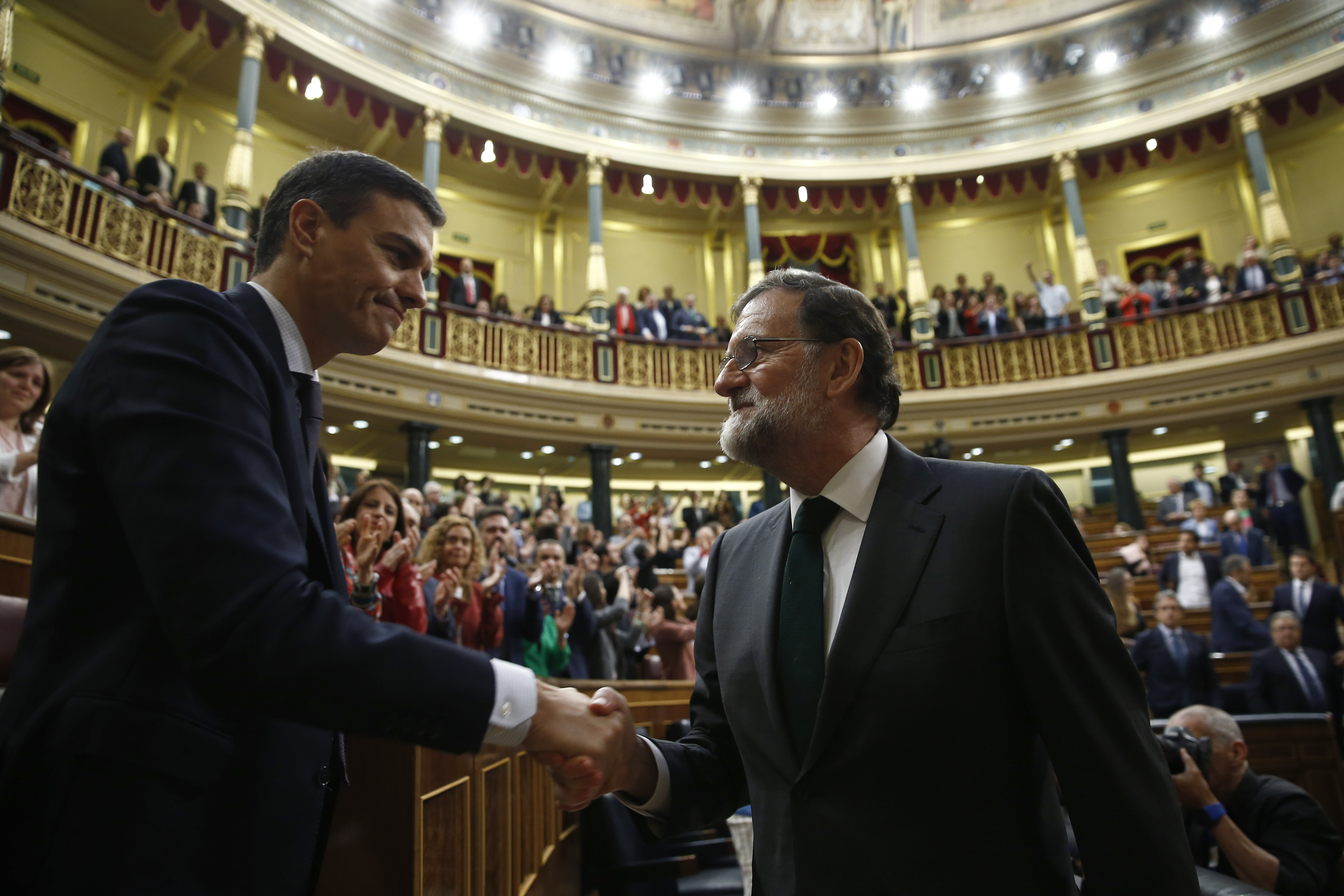
Mariano Rajoy si congratula con Pedro Sánchez

La mozione di sfiducia al secondo governo di Mariano Rajoy del 2018 è stato un evento parlamentare avvenuto in Spagna, presso il Congresso dei Deputati, tra il 31 maggio e il 1º giugno 2018, giorno in cui la mozione è stata approvata.
Si è trattato della prima mozione di sfiducia riuscita nella storia del paese iberico.

## Storia
La mozione è stata registrata dal Gruppo Socialista, il 25 maggio, dopo che l'Audiencia Nacional affermò non fermamente che il Partito Popolare (PP) aveva beneficiato del sistema di tangenti illegali per i contratti nella vicenda Gürtel. I giudici hanno così confermato, presumibilmente e in assenza di una sentenza definitiva, l'esistenza di una contabilità illegale e struttura finanziaria sviluppata in parallelo con il funzionario dalla fondazione del partito nel 1989.
Il giudice del rinvio, nella sua sentenza, ha sostenuto che il PP aveva contribuito a "stabilire un sistema reale ed effettivo di corruzione istituzionale attraverso la manipolazione degli appalti pubblici centrale, regionale e locale". Inoltre, il giudice aveva sostenuto che il primo ministro Rajoy non fosse stato "sincero" nella sua testimonianza come testimone durante il processo.
Unidos Podemos (l'alleanza Podemos e Sinistra Unita tra molti altri partiti), Sinistra Repubblicana di Catalogna (ERC), Partito Democratico Europeo Catalano (PDeCAT), Compromís (C) e Nuove Canarie (NCa) hanno subito annunciato il loro sostegno al movimento. Nello stesso tempo, Ciudadanos (Cs) ha certificato la fine del proprio sostegno al governo e ha chiesto elezioni anticipate, pur essendo disconnesso dalla manovra di Sánchez.
Fonti sia del governo che del PP hanno riconosciuto che la mozione aveva reali prospettive di successo, e che il sostegno del PSOE e Unidos Podemos insieme a quello dei partiti nazionalisti e indipendentisti periferici, sarebbe sufficiente per vincere il voto.
Il 26 maggio, il PSOE ha accettato di convocare elezioni anticipate se Ciudadanos avesse aderito alla mozione. 
Il governo in carica ammise, a quel punto, di aver perso il controllo della legislatura e non escluse di essere costretto a convocare elezioni anticipate tra la fine del 2018 o l'inizio del 2019, anche se avesse superato la mozione.

## Votazione

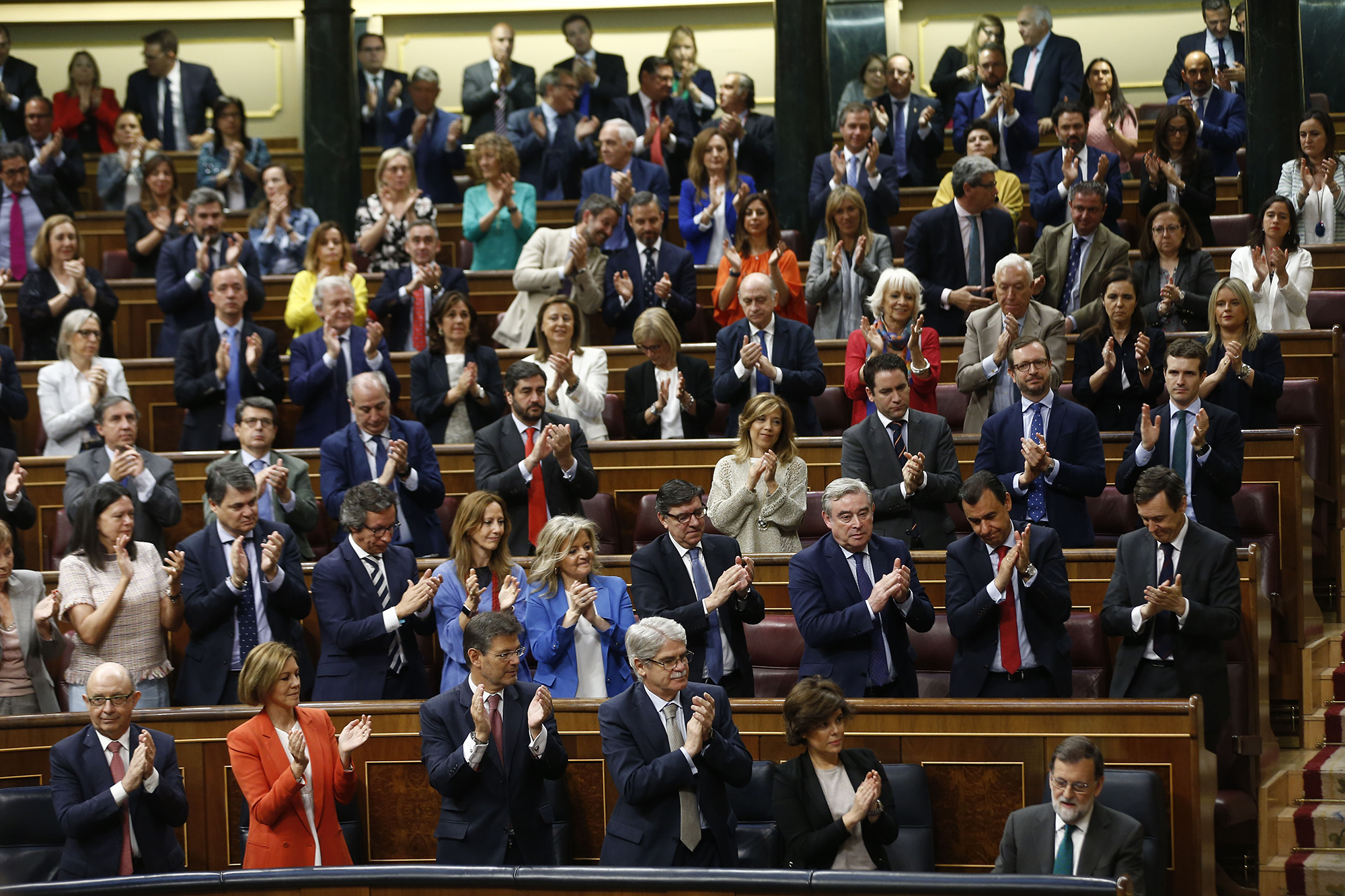
Il Presidente del Governo Mariano Rajoy (seduto in basso a destra), con il gruppo parlamentare PP al Congresso dei Deputati durante il dibattito sulla mozione di sfiducia il 31 maggio 2018

Il 1º giugno 2018 è stata votata la mozione di sfiducia, che ha avuto esito positivo con 180 voti a favore, 1 astensione e 169 voti contrari. Il segretario generale del PSOE, Pedro Sánchez, il primo presidente non in carica come deputato dalla restaurazione della democrazia nel 1977, dichiarò che avrebbe stabilito un governo "di transizione" che avrebbe garantito la "governance" del paese e recuperato la "normalità democratica" sulla scia della crisi politica scatenata dal caso Gürtel, e quindi, al più presto, al fine di tenere elezioni generali anticipate.
Di seguito un riepilogo delle posizioni dei vari partiti:
| Camera                 | Collocazione sulla mozione | Partiti                                                                                   | Voti      |
| Congresso dei Deputati |                            |                                                                                           |           |
| ---------------------- | -------------------------- | ----------------------------------------------------------------------------------------- | --------- |
| Congresso dei Deputati | Sì                         | PSOE/PSC (84), UP (67), ERC (9), PDECAT (8), EM (5), EAJ/PNV (5), MC (4), EHB (2), NC (1) | 180 / 350 |
| Congresso dei Deputati | Astensione                 | CC (1)                                                                                    | 1 / 350   |
| Congresso dei Deputati | No                         | PP (134), CS (32), UPN (2), FA (1)                                                        | 169 / 350 |

In definitiva, grazie al sistema costruttivo della sfiducia, Pedro Sánchez ha presto assunto, il giorno successivo, l’incarico di Presidente del Governo di Spagna.

## Statistica
Fu la quarta mozione di censura dalla Transizione spagnola alla democrazia e la seconda mozione contro Mariano Rajoy dopo quella di Unidos Podemos l'anno precedente, così come la prima di tutta la democrazia spagnola a essere approvata.

## Sondaggi sulla popolazione
| Sondaggi della votazione/Commissario | Data di lavoro sul campo | Misura di prova | Supporto         | Rifiuto           | Nessuno dei due | ?   |      |      |      |     |
| ------------------------------------ | ------------------------ | --------------- | ---------------- | ----------------- | --------------- | --- | ---- | ---- | ---- | --- |
| Sondaggi della votazione/Commissario | Data di lavoro sul campo | Misura di prova | Invymark/laSexta | 28–29 maggio 2018 | ?               | ?   | 58.6 | 38.1 | N.D. | 3.3 |
| IMOP/El Confidencial                 | 25–27 maggio 2018        | 756             | 54.6             | 35.4              | 8.8             | 1.2 |      |      |      |     |